# Център-Вал дьо Лоар
Център-Вал дьо Лоар (на френски: Centre-Val de Loire) е един от регионите на Франция. Населението му е 2 587 004 жители (към 1 януари 2016 г.), а площта 39 151 кв. км. Гъстотата на населението е 66,07 жители на кв. км. Град Орлеан е административен център на региона. Център-Вал дьо Лоар е съставен от 6 департамента. Регионът официално се нарича Център до 16 януари 2016 г., когато влиза в сила закон, с който се въвежда административно-териториална реформа във Франция.